# Comallo
Comallo är en ort i Argentina.   Den ligger i provinsen Río Negro, i den sydvästra delen av landet, 1 300 km sydväst om huvudstaden Buenos Aires. Comallo ligger 772 meter över havet och antalet invånare är 1 306.
Terrängen runt Comallo är huvudsakligen lite kuperad. Comallo ligger nere i en dal. Trakten runt Comallo är nära nog obefolkad, med mindre än två invånare per kvadratkilometer.. 
Omgivningarna runt Comallo är i huvudsak ett öppet busklandskap.